# Саша (село)
Са́ша — село в Україні, у Теплицькій селищній громаді Гайсинського району Вінницької області. Населення становить 440 осіб.

## Географія
Селом протікає Безіменна річка, права притока Удичу.
Біля села знаходиться ландшафтний заказник місцевого значення Сашанська левада.

## Історія
12 червня 2020 року, відповідно розпорядження Кабінету Міністрів України № 707-р «Про визначення адміністративних центрів та затвердження територій територіальних громад Вінницької області», село увійшло до складу Теплицької селищної громади.
19 липня 2020 року, в результаті адміністративно-територіальної реформи і ліквідації Теплицького району, село увійшло до складу Гайсинського району.

## Демографія
За переписом 2001 року, переважна більшість населення — українці.
- Українці — 98,41%;
- Росіяни — 1,14%.

## Відомі односельці
- Павленко Олена Григорівна (* 1977) — українська письменниця.